# Silvano Gatica
Silvano Gatica es una localidad del estado mexicano de Chiapas. Es parte del municipio de Tuxtla Chico.

## Demografía
| Gráfica de evolución demográfica |
|                                  |

| Censo | Población |
| ----- | --------- |
| 1930  | 433       |
| 1940  | 403       |
| 1950  | 382       |
| 1960  | 457       |
| 1970  | 528       |
| 1980  | 655       |
| 1990  | 778       |
| 2000  | 887       |
| 2010  | 988       |
| 2020  | 1 256     |